# Phyllophaga castaniella
Phyllophaga castaniella är en skalbaggsart som beskrevs av Bates 1888. Phyllophaga castaniella ingår i släktet Phyllophaga och familjen Melolonthidae. Inga underarter finns listade i Catalogue of Life.